# 七武士
《七武士》，1954年4月26日上映的日本電影，黑澤明導演的代表作，曾被日本《電影旬報》評為日本影史十大佳片的第一名，並被日本許多評論家認為是日本影史上的最高傑作。

## 剧情
故事背景是1586 年，日本戰國時代末期，不少武士淪落為打家劫舍的强盗。
一伙强盗商议袭击一个山村，但他们的首领决定等到秋收之后再动手。村民们无意中听到了这一消息，于是向村长兼磨坊主吉作求助，吉作宣称他们应该雇佣武士来保护他们。由于他们没有钱，只能以食物作为报酬，吉作建议他们去寻找饥饿的武士。
几个村民进城后，最终找到了一位年迈但经验丰富的浪人勘兵卫，他们看到勘兵卫解救了一个被逼入绝境的小偷挟持为人质的小男孩。一个名叫胜四郎的年轻武士请求成为勘兵卫的弟子。村民们请求勘兵卫帮忙，勘兵卫起初并不情愿，但还是答应了。随后，他招募了昔日的战友七郎次、五郎兵卫、平八以及胜四郎敬畏的剑术大师久藏。菊千代是一个古怪的武士，最终也被接纳了。
到达村庄后，武士和农民慢慢开始相互信任。胜四郎遇到了被父亲伪装成男孩的农家女志乃，并与她发生了关系，尽管他们知道社会阶层的差异禁止这样做。后来，菊千代给武士们带来了盔甲和武器，武士们非常恼火，因为这些武器都是村民们杀死其他受伤或逃离战场的武士后获得的。菊千代愤怒地反驳说，农民遭受的苦难大多是武士造成的，并透露自己是农民的孤儿。武士的愤怒变成了羞愧。
勘兵卫给村民们配备了竹枪，并组织他们分队准备防御和训练。三名匪徒前來村子查探時被发现，其中两人被杀，另一人在被村民杀死前说出了匪徒营地的位置。武士们先发制人，烧毁了营地。协助武士的村民利吉在看到他的妻子时崩溃了，他的妻子在之前的一次袭击中被绑架并做了匪徒的妾。看到利吉后，她跑向燃烧的小屋，自尽身亡。平八在阻止利吉魯莽的搶救她时中枪身亡。在平八的葬礼上，悲伤的村民们受到菊千代的鼓舞，举起了平八制作的代表六武士、菊千代和村民的旗帜。
当强盗们终于到来时，他们被新的防御工事（包括护城河和高高的木栅栏）所迷惑。他们烧毁了村外的房屋，包括吉作的磨坊。当吉作拒绝放弃磨坊时，他的家人试图救他，但除了菊千代救下的一个婴儿外，其他人都死了。山賊随后围攻村庄，但由于村民防御，每次进攻都被挫败，數名山賊被殺死。
土匪拥有三支火绳枪。久藏独自出击，缴获了一把。勘兵卫設計引誘山賊一兩騎進村，再逐一圍剿，又成功殺死數名山賊。菊千代嫉妒久藏的功績，擅自离开了自己的小队，也带回了另一把火繩槍。然而，他的離開让一小撮土匪潜入了他的哨所，杀死了几名农民，與平被殺死。五郎兵卫也在保卫阵地时被杀。当晚，勘兵卫预言，由于土匪人数越来越少，他们将发动最后一次进攻。
与此同时，胜四郎和志乃的关系被父亲发现，父亲因她的失贞而勃然大怒，殴打了她。勘兵卫和村民们进行了干预。七郎次认为这种行为在战斗前是正常的，应该原谅他们。
第二天早上，守军放任剩余的强盗进入村庄，然后伏击他们。战斗接近尾声时，土匪首领躲进妇女的小屋，用火绳枪打死了久藏。愤怒的菊千代冲了进去，也中了一枪，但在死前杀死了匪首。其余的土匪也被杀死。
之后，勘兵卫、胜四郎和七郎次站在战友的坟冢前，看着村民们一边种庄稼一边欢快地唱歌。胜四郎和志乃最后一次见面，但志乃从他身边走过，加入了播种的行列，这表明他们的关系已经结束。大戰過後，武士們離開村落，武士中的首腦人物勘兵衛不禁感嘆：「這也是場敗仗……贏的並不是武士，而是農民。」

## 七位武士
- 島田勘兵衛（志村喬 飾演）

是武士的領袖，武士精神的一個標誌，武藝高強，精通戰術，為人正直、誠實、真誠、精明、睿智，是優秀武士的集中體現，彷彿亂世中一股清新的空氣，吹拂著人們的心靈。
- 片山五郎兵衛（稻葉義男 飾演）

代表了智慧。他的預見能力極強，無論是被勘兵衛試探還是與山賊作戰，五郎兵衛的智慧都得到體現。他因為對勘兵衛人品和性格的敬佩而成為七武士的一員，更因戰死沙場而成就了武士的業德。
- 七郎次（加東大介 飾演）

代表了友誼和忠誠，對正義事業的選擇體現了七郎次身上真正的武士精神，而對友誼的忠誠更顯示了作為武士的道德準則。在七位武士中是唯一使用長槍的武士。
- 久藏（宮口精二 飾演）

代表了武功，武藝高強卻不事炫耀，無論立下多麼大的功勞後也立刻躲到一旁休息，並不誇口居功，這是武士境界的極高體現。
- 林田平八（千秋實 飾演）

代表了樂觀。別的武士失意後會選擇各種各樣的道路，平八卻心甘情願地與普通百姓一樣，靠砍柴為生。這樣的行為需要相當高的思想境界，而樂觀精神也是武士道中重要的方面。
- 岡本勝四郎（木村功 飾演）

是未來的象徵，他能夠明辨是非，選擇真正的武士去學習和追隨；在勘兵衛都沒有參破真諦的時候，是勝四郎以年輕人的銳氣為假武士菊千代命名。勝四郎必將成為理想中武士的未來。
- 菊千代（三船敏郎 飾演）

是武士世界中的狂阿彌，這個人物出現的最大意義是讓人反思：真正的武士是得名於他的出身或者戰功，還是要看他是否掌握了武士道的真諦。

## 軍旗
七名武士之一的林田平八說：「既然是作戰，怎麼可以沒有軍旗？」於是他特意造了一面旗幟。形式與意義如下：
| ○ ○ | 除了菊千代以外的六位武士           |
| ○ ○ | 除了菊千代以外的六位武士           |
| ○ ○ | 除了菊千代以外的六位武士           |
| △   | 菊千代，既是農民也是武士的雙重身份 |
|     | 「田」之發音，指農民們             |

## 電影錯誤
情節中有少許不合理之處，不確定是否為電影錯誤，案例如下
- 久藏獨自從敵方奪取火繩槍回村後，在村口的防線之外歇息(當天亮後敵方來襲時，他是從村外的方向跑回來，可見他是在村口的防線之外歇息)，這樣會有被敵方殺死的風險，照理說應該在村口的防線之內歇息是比較合理的安排。
- 儀助的兒子要找回死守磨坊的父親時不應該帶著媳婦和嬰孩，他一人即可帶回父親，沒有必要讓妻子和幼子冒著被山賊殺死的風險一同去磨坊。

## 相關軼聞
- 勘兵衛剃頭裝成出家人，救出被強盜綁架的幼兒橋段，是以上泉信綱的軼事為藍本。
- 史蒂芬史匹柏曾表示他在拍片遇到瓶頸時，本片是可以讓自己回歸初衷的四部電影（另外三部為約翰·福特的《搜索者》、大衛·連的《阿拉伯的勞倫斯》與法蘭克·卡普拉的《風雲人物》）之一。

## 演員表

### 武士
- 志村喬（島田勘兵衛）武士中的領導者，剃髮裝僧救人的流浪武士。
- 三船敏郎（菊千代）不懂劍術的高壯莽漢，實際上並非武士。
- 稻葉義男（日语：稲葉義男）（片山五郎兵衛）識破棒襲之局的武士。
- 宮口精二（久藏）劍術精湛的武士。
- 千秋實（林田平八）砍柴餬口的武士。
- 加東大介（七郎次）勘兵衛的昔日戰友。
- 木村功（岡本勝四郎）富裕武家後代，一心追隨勘兵衛。

### 村民
- 左卜全（日语：左卜全）（与作）
- 津島惠子（志乃）
- 高堂國典（日语：高堂国典）（村裡的長老儀助）
- 藤原釜足（日语：藤原釜足）（万造）
- 土屋嘉男（利吉）
- 島崎雪子（日语：島崎雪子）（利吉之妻）
- 小杉義男（日语：小杉義男）（茂助）
- 熊谷二良（日语：熊谷二良）（儀助之子）
- 登山晴子（儀助之媳）

### 其他
- 東野英治郎（強盜）
- 上田吉二郎（斥候A）
- 谷晃（斥候B）
- 中島春雄（斥候C）
- 多多良純（日语：多々良純）（苦力A）
- 堺左千夫（苦力B）
- 關猛（苦力C）
- 渡邊篤（賣饅頭的）
- 小川虎之助（有錢農家的祖父）
- 千石規子（有錢農家的太太）
- 安藝津廣（有錢農家的主人）
- 山形勳（鐵扇浪人）
- 上山草人（琵琶法師）
- 清水元（把百姓踢飛的浪人）
- 榊田敬二（伍作）
- 高木新平（日语：高木新平）（野武士的頭目）
- 大友伸（日语：大友伸）（野武士的副頭目）
- 高原駿雄（日语：高原駿雄）（帶鐵砲的野武士）
- 大久保正信（日语：大久保正信）（屋頂上的野武士）
- 大村千吉（日语：大村千吉）（逃亡的野武士A）
- 成田孝（逃亡的野武士B）
- 杉寬（日语：杉寛）（茶店老闆）
- 林幹（日语：林幹）（弱浪人）
- 牧壯吉（大兵隨從）
- 千葉一郎（僧侶）
- 本間文子（民女）
- 堤康久（百姓A）
- 片桐常雄（百姓B）
- 仲代達矢 （遊蕩的浪人武士）

## 工作人員
- 黑澤明（導演、劇本）
- 本木莊二郎（製作）
- 橋本忍（劇本）
- 小國英雄（劇本）
- 中井朝一（攝影）
- 早坂文雄（音樂）
- 松山崇（美術）

## 奖项
- 威尼斯影展銀獅獎：黑泽明
- 每日电影奖最佳男配角：宮口精二

### 提名
英国电影学院奖
- 最佳影片
- 最佳外国男演员：三船敏郎
- 最佳外国男演员：志村喬

奥斯卡金像奖
- 最佳美术指导（黑白电影）：松山崇
- 最佳服装设计（黑白电影）：江崎孝坪

## 受影響的作品
- 《豪勇七蛟龍》（The Magnificent Seven）

本片的西部片版本。為獲得日方正式授權的改拍作品。
- 《七劍下天山》

為香港作家梁羽生的代表武俠作品。作品設定在明末清初的動盪年代。
- 《世紀爭霸戰》（Battle beyond the stars）

本片的科幻片翻拍版本。導演村上輝明（Jimmy Teruaki Murakami，1933-2014）為美籍日裔人士，另外日後成為著名導演的詹姆斯·卡麥隆，當時則是以特效製作工作人員身分參與本片的製作。
- 《七金龍》（ワイルド7）

望月三起也的漫畫代表作。
- 《機動戰士海盜鋼彈 鋼鐵的七人》

長谷川裕一的鋼彈漫畫作品。
- 《小老鼠歷險記》（ガンバの冒険）

1975年出崎統導演的電視動畫，根據齋藤惇夫的兒童文學作品《冒險者2：決戰夢見島—拚三郎與十五個勇士朋友》改編。但在動畫版本中戰鬥的中心角色為七隻老鼠（原作中則為15隻）。
- 《A計劃》（Project A）

1983年成龍主演的电影，灵感来自《七武士》。
- 《星際大战》

乔治·卢卡斯曾多次表示《星際大战》故事的灵感来自《七武士》。星際大戰動畫「複製人戰爭」第二季第十七集也致敬了七武士，劇情大致模仿七武士的故事架構。同样，其衍生剧集《曼达洛人 (电视剧)》第一季第四集同样借鉴了七武士的故事情节。
- 《忠義群英》(台灣片名「七福將」)

以中華民國初期軍閥割據為背景，灵感来自《七武士》。
- 《絕地7騎士》（The Magnificent Seven，2016）

2016年重拍1960年的電影《豪勇七蛟龍》。

## 外部連結
- 《七武士》拉雜談